# Suulisniemi
Suulisniemi est un quartier de Kotka en Finlande.

## Présentation

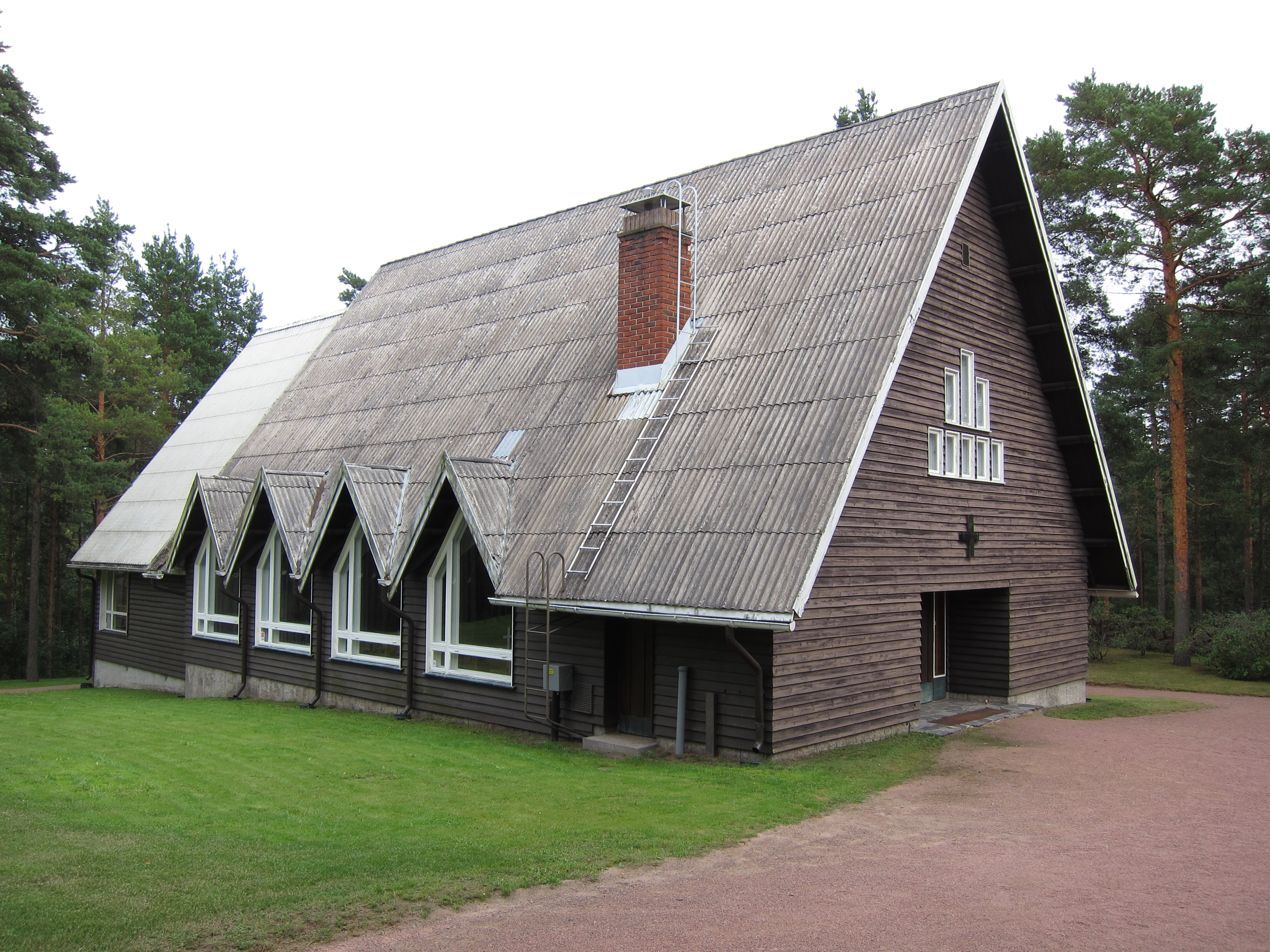
Chapelle de Metsäkulma.

Suulisniemi est un quartier de l'est de Kotka sur la côte du golfe de Finlande.
Le parc immobilier de Suulisniemi se compose principalement de maisons individuelles, qui ont été construites à partir des années 1920. 
Les maisons mitoyennes se trouvent principalement dans la partie nord du quartier, c'est-à-dire dans la section Metsäkulma. 
Des immeubles résidentiels sont construits autour d'Aattenkatu et de Kenttäkatu.
Suulisniemi abrite la plage et le port de plaisance d'Äijänniemi, ainsi que la chapelle de Metsäkulma construite en 1955 et le cimetière de Metsäkulma mis en service en 1925.

## Transports
Suulisniemi est desservi par les bus suivants:
- 6 Karhula-Suulisniemi-Norskankatu
- 6 Norskankatu-Suulisniemi
- 25 Norskankatu-Mussalo-Karhuvuori-Karhula
- 5B  Karhula-Sunila-Tiutinen-Suulisniemi
- 6B  Karhula-Suulisniemi-Sunila
- P015 Leikari-Suulisniemi-Karhula-Korkeakoski-Karhuvuori-Kotka